# Березовец (Кесовогорский район)
Березовец — деревня в Кесовогорском районе Тверской области, входит в состав Никольского сельского поселения.

## География
Деревня находится в 4 км на юг от центра поселения деревни Никольское и в 9 км на восток от райцентра посёлка Кесова Гора.

## История
В 1826 году в селе Ново-Покровском была построена каменная Покровская церковь с 3 престолами. 
В конце XIX — начале XX века село входило в состав Суходольской волости Кашинского уезда Тверской губернии. 
С 1929 года деревня входила в состав Никольского сельсовета Кесовогорского района Бежецкого округа Московской области, с 1935 года — в составе Калининской области, с 1994 года — в составе Никольского сельского округа, с 2005 года — в составе Никольского сельского поселения.

## Население
| 1859 | 1889 | 2002 | 2010 |
| ---- | ---- | ---- | ---- |
| 54   | ↘35  | ↘3   | ↘1   |